# Église Saint-Michel de Jõhvi
L'église Saint-Michel (estonien : Mihkli kirik) est une église, dédiée à l'archange Saint-Michel, de l'Église évangélique-luthérienne estonienne construite à Jõhvi en Estonie

## Présentation
L'église de Jõhvi est la plus grande église avec une seule nef d'Estonie (dimensions internes 35,15 × 13,85m, superficie 485 m²).
L'église est mentionnée pour la première fois en 1364, mais l'église actuelle est probablement construite au milieu du XIVe siècle. 
Initialement, l'église était un élément de fortification rectangulaire sans voûtes, avec une seule entrée à l'ouest, et des fenêtres étroites.
Pendant la première moitié du XVIe siècle, l'église a connu une restructuration importante. 
Une fine tour de 8 étages a été construite au milieu de la façade ouest et le bâtiment a été voûté en une seule nef avec quatre voûtes.
L'église a été endommagée plusieurs fois au début de la guerre de Livonie en 1558 et pendant la grande guerre du Nord en 1703. Ensuite, l'église a reçu une façade de style baroque en 1728. La façade au style néogothique actuel date de 1875. Elle fut détruite en 1941 mais restaurée en 1984.
En 1957, les frères Kriisa ont construit un orgue avec 2 claviers et 25 registres pour l'église. Depuis 2009, l'église possède une cloche en bronze de 470 kg.

## Galerie

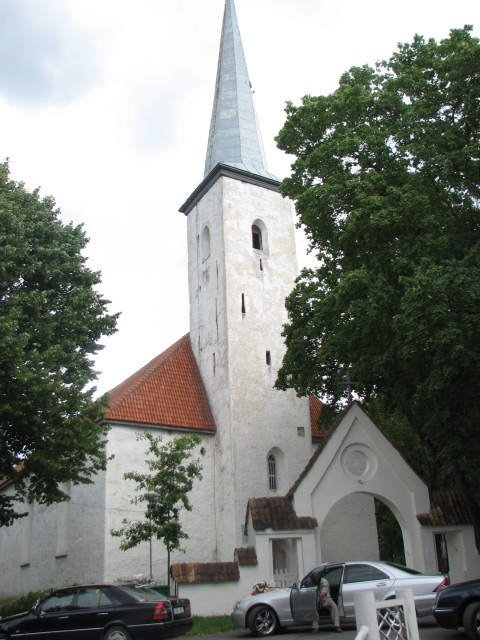
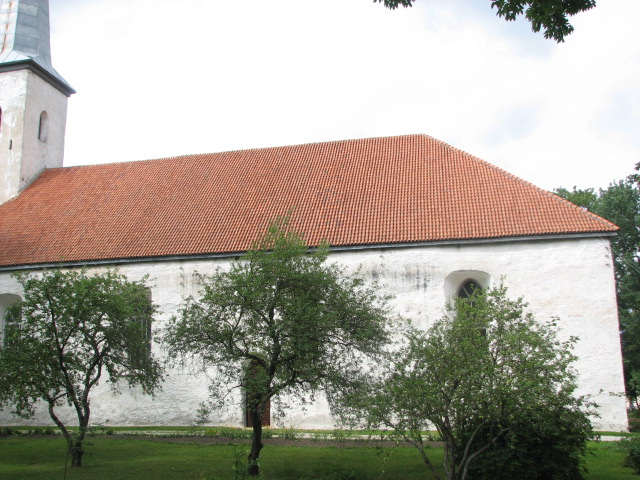
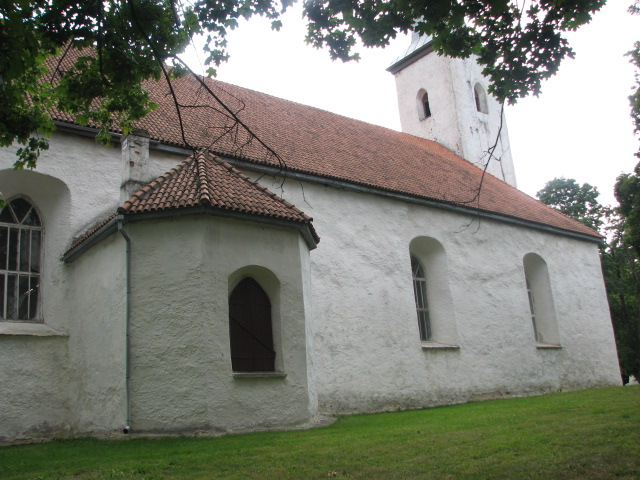
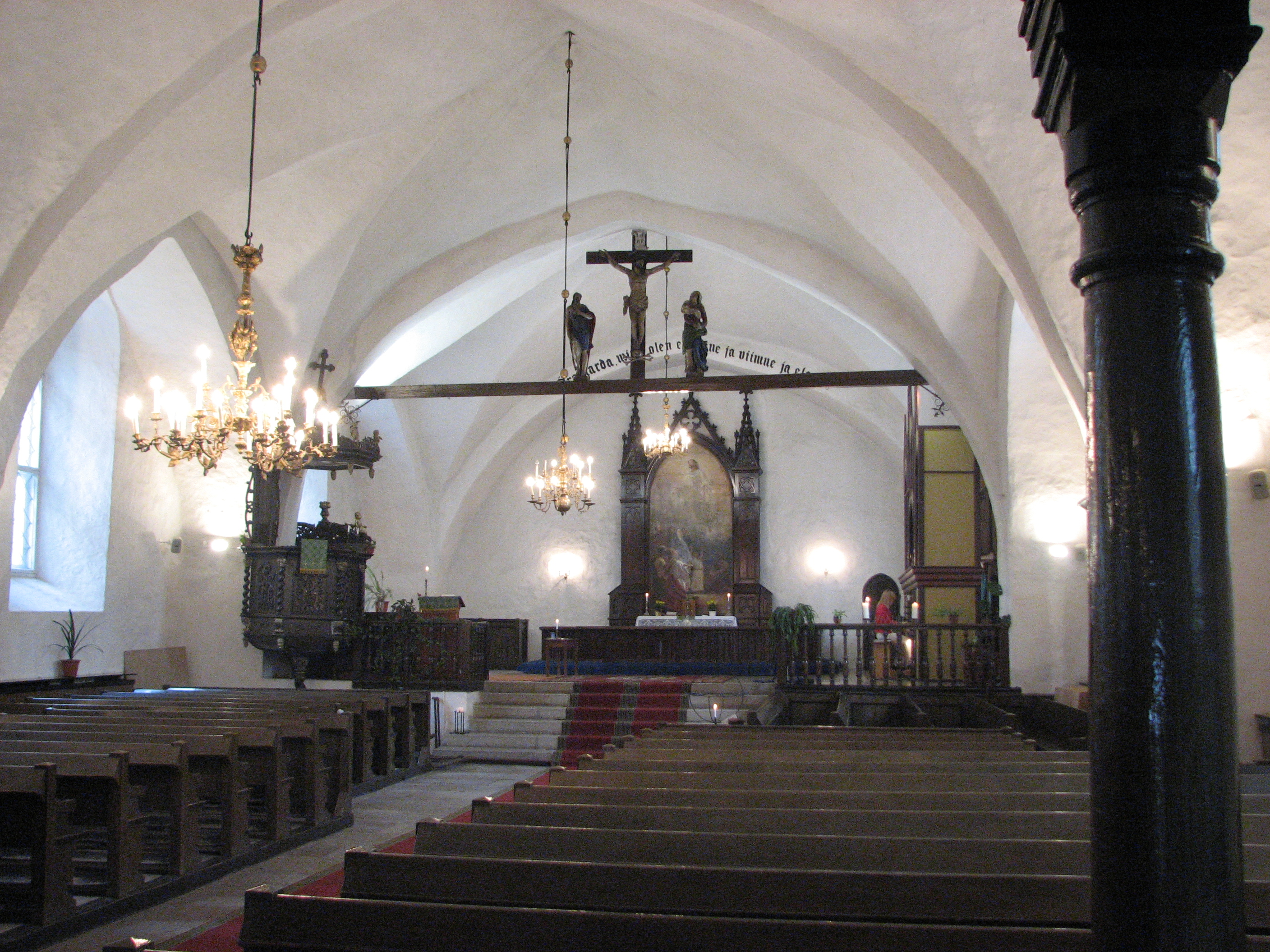
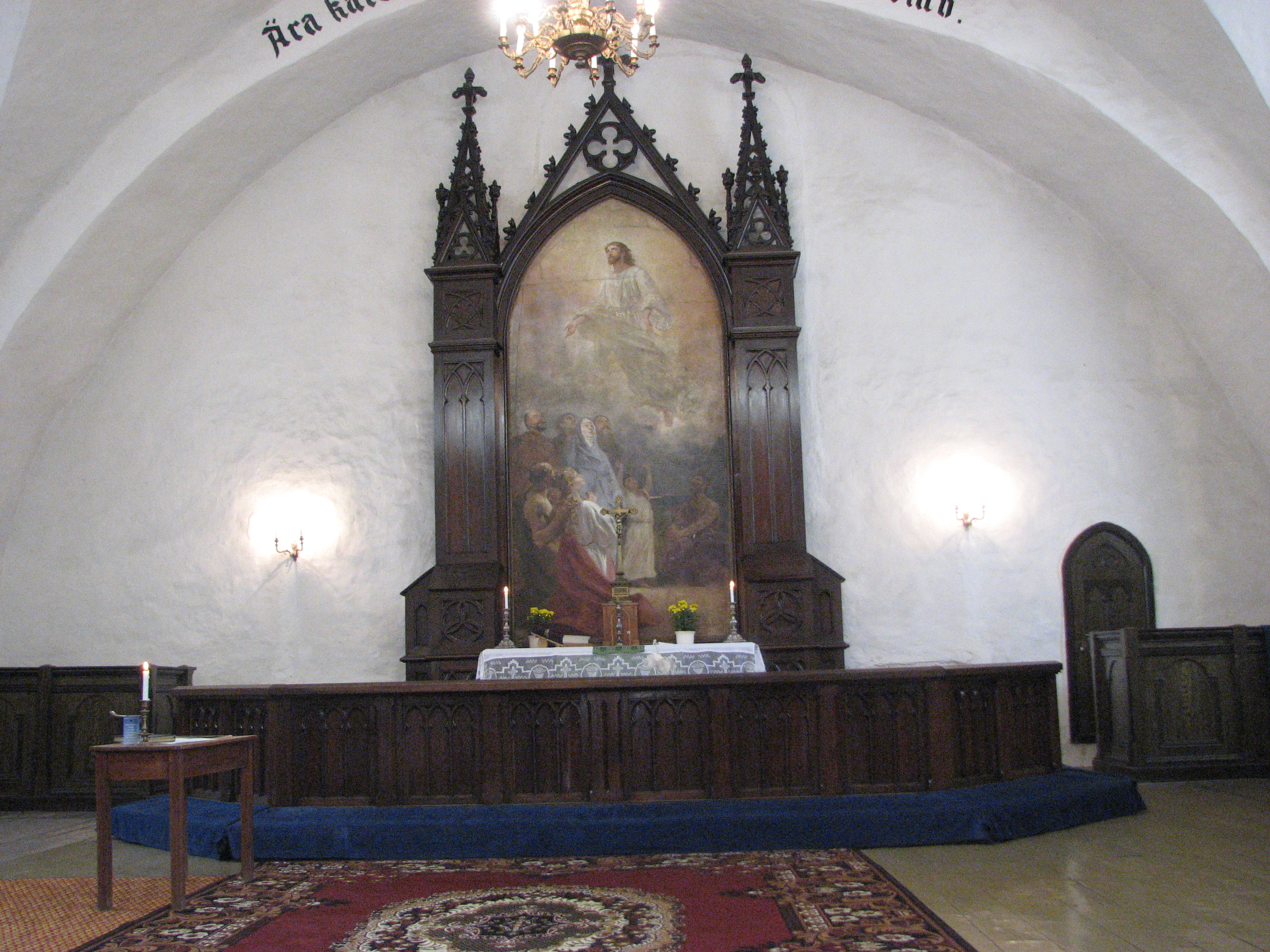
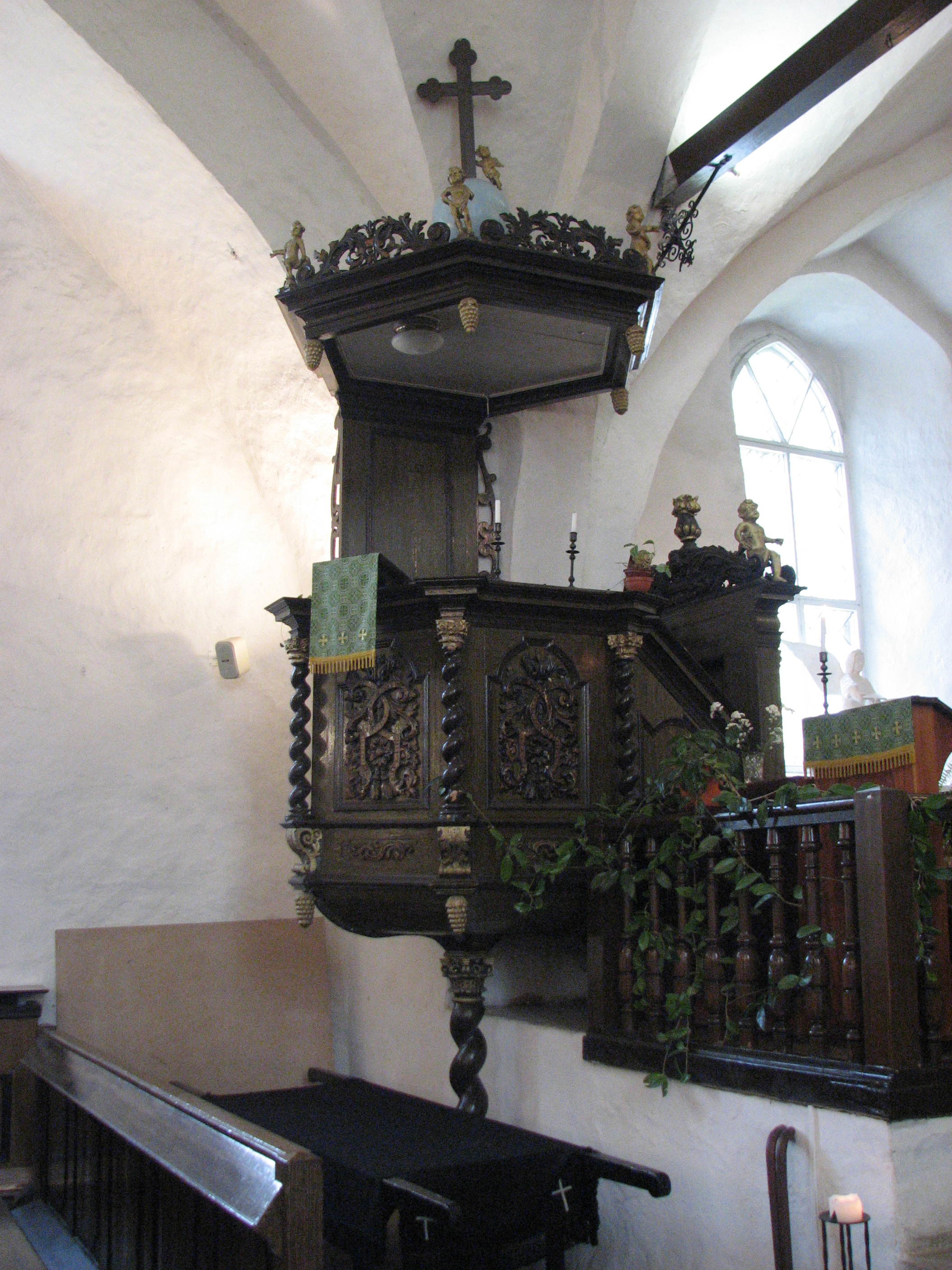
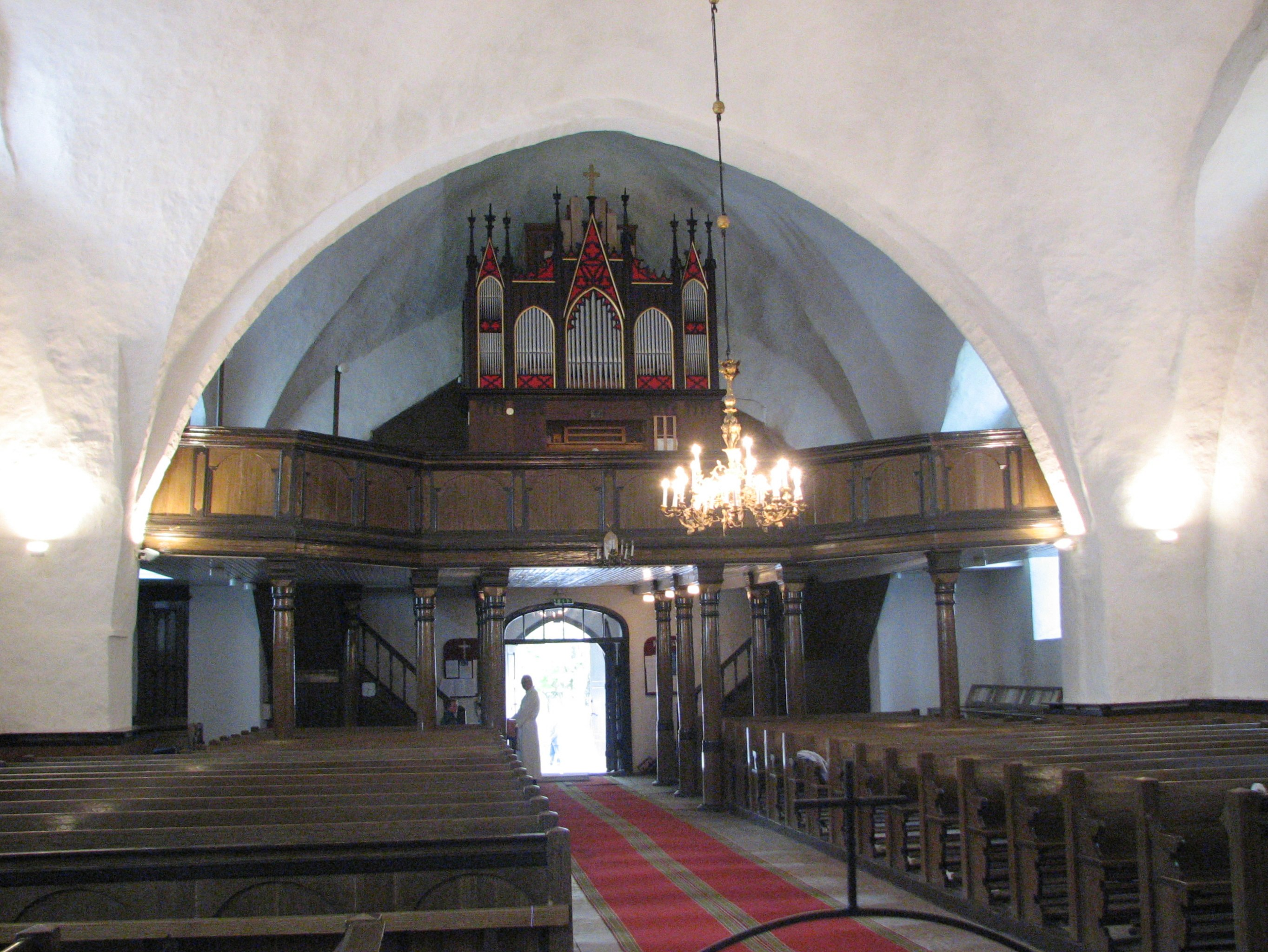
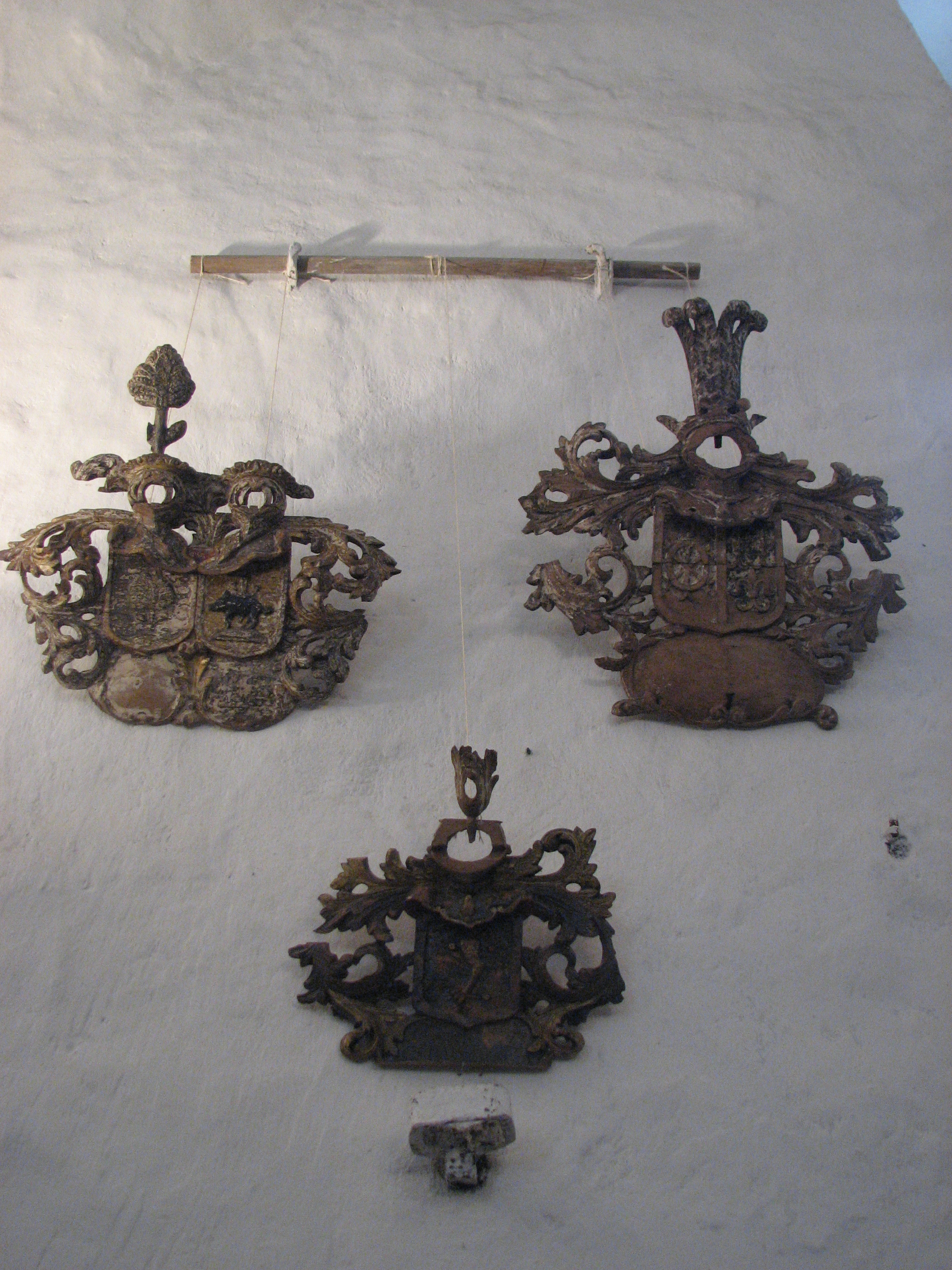
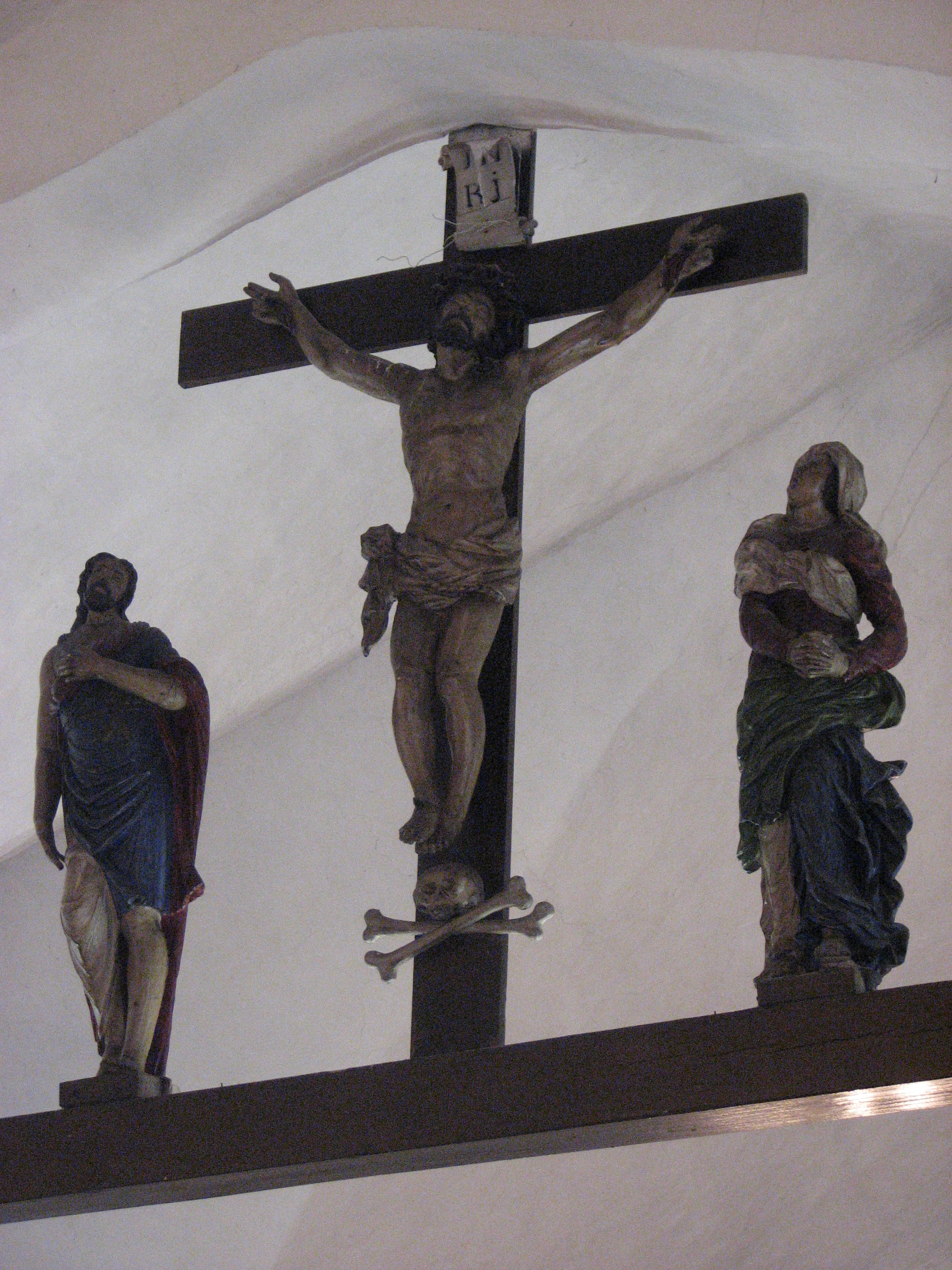